# رغل شائك
رغل شائك (الاسم العلمي: Atriplex pungens) هو نوع نباتي يتبع جنس الرغل من فصيلة القطيفية.